# Christoph Mancke
Christoph Mancke (né en 1953 à Schönecken) est un sculpteur allemand.

## Biographie
Mancke étudie la sculpture de 1972 à 1977 à l'Université des sciences appliquées de Dortmund. De 1986 à 1989, il est professeur de flûte traversière à la Kreismusikschule Daun. Il compose quelques œuvres pour flûte. Depuis 1989, Mancke participe à de nombreux colloques de sculptures, notamment au Canada, en Chine, en Pologne et en Allemagne. Il enseigne à l'Académie européenne des beaux-arts de Trèves de 1993 à 2002.
Mancke est membre de la Bundesverband Bildender Künstlerinnen und Künstler. Il vit et travaille à Lünebach (Eifel).

## Œuvre

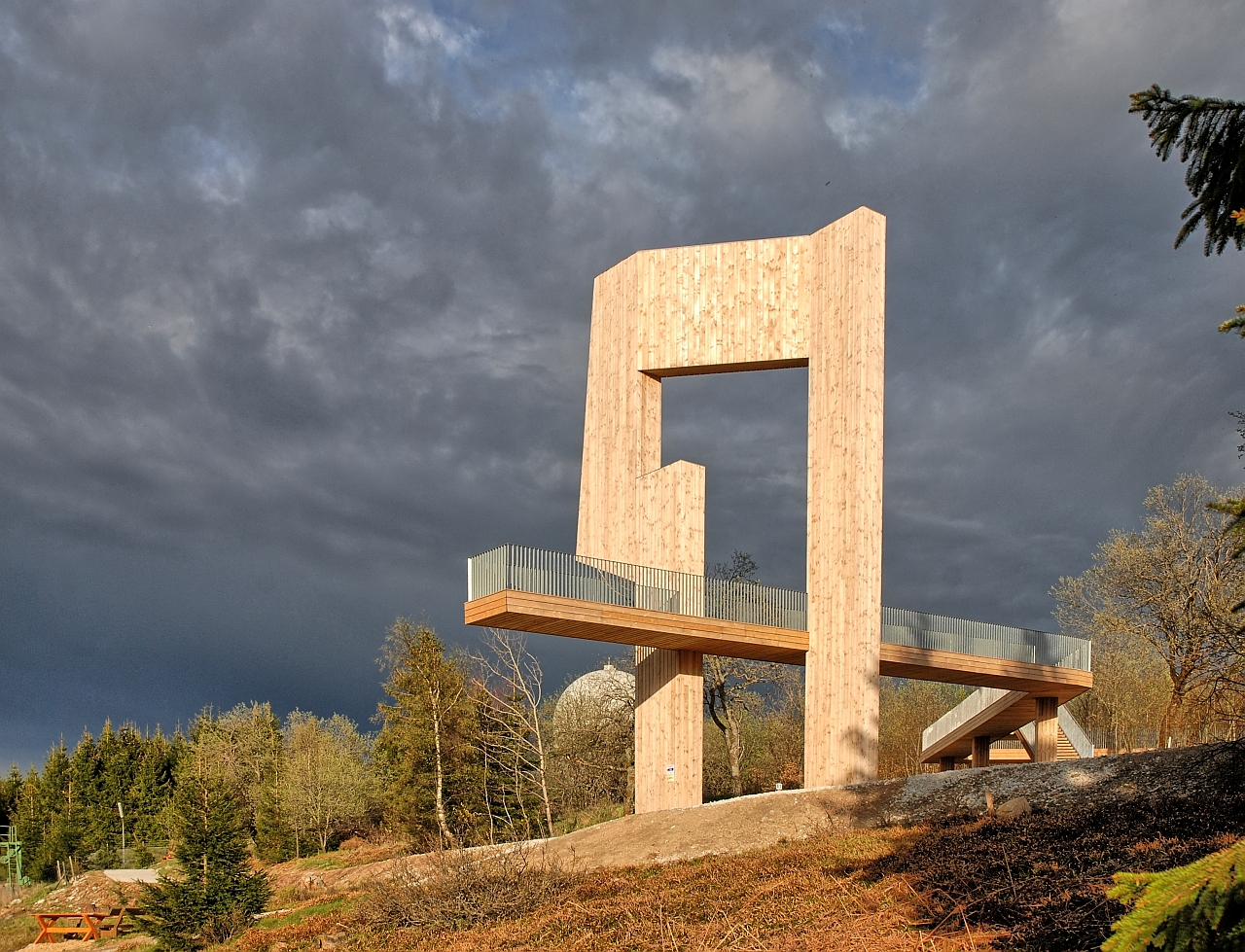
Windklang, 2011

Mancke utilise pour ses œuvres abstraites différents matériaux, mais principalement de l'acier Corten et de la pierre. Ils constituent souvent une composition contrapuntique des deux, comme le Grand angle pour le Symposium international de sculpture de Bad Neuenahr-Ahrweiler 2002.
Mancke choisit avec une préférence particulière des endroits spéciaux dans la nature et le paysage pour ses sculptures, souvent sur des rivières ou des estuaires (par exemple, l'embouchure de la Sarre en Moselle, la Moselle dans le Rhin ou le Prüm dans la Sauer).
Mancke crée une œuvre extraordinaire en 2011 pour le sommet de la plus haute montagne de Rhénanie-Palatinat, l'Erbeskopf à Hunsrück. La sculpture de 16,50 m de haut, Windklang, un signe abstrait dans l’espace, est à la fois un point de repère, un point de vue imprenable et un objet d’art. Situé à l'extrémité d'un axe visuel, il conduit le visiteur au sommet, dirige son regard au loin et appelle à la pause.
Une autre œuvre majeure de Mancke est son labyrinthe de pierres (1998), des agglomérations de pierre pouvant contenir jusqu'à 30 tonnes de grès d'Udelfanger dans les anciens murs de tir sur le Cracauer Anger (aujourd'hui : Elbauenpark), à Magdebourg. À l'aide de la présence de la masse de pierres, l'installation crée un lieu de paix et de réflexion. Les blocs de pierre monumentaux bloquent partiellement la vue et soulignent ainsi les axes visuels. Ils créent des intérieurs de plain-pied ou encouragent les gens à se promener et attirent l'attention sur leur propre perception. L'installation a été créée à l'occasion du Bundesgartenschau de Magdebourg 1999 en collaboration avec les architectes paysagistes Ernst, Heckel & Lohrer de Magdebourg et l'architecte Michael R. Schwarz de Trèves, à la suite du projet primé du concours d'architectes paysagistes de 1993.
Une grande partie des œuvres souvent de grande envergure de Mancke font suite à des marchés publics qu'il a remportés, tels que ceux qu'il avait rendus à la (ancienne) représentation de l'État en Rhénanie-Palatinat à Bonn ou au Mémorial du nazisme de Hinzert.